# Рангові посполиті
«Рангові посполиті» — селянство рангових маєтностей на Гетьманщині у 17-18 столітті.
Рангові посполиті зобов'язувалися відбувати «послушенство» державцям рангових маєтностей. Обсяг цих робіт, порівняно незначних у 17 ст., у 18 ст. наблизився до панщини. Після скасування автономії Лівобережної України рангові посполиті, здебільше, стали кріпаками овласнених маєтностей. Частина з них перейшла до категорії державних селян.